# Margit Anna

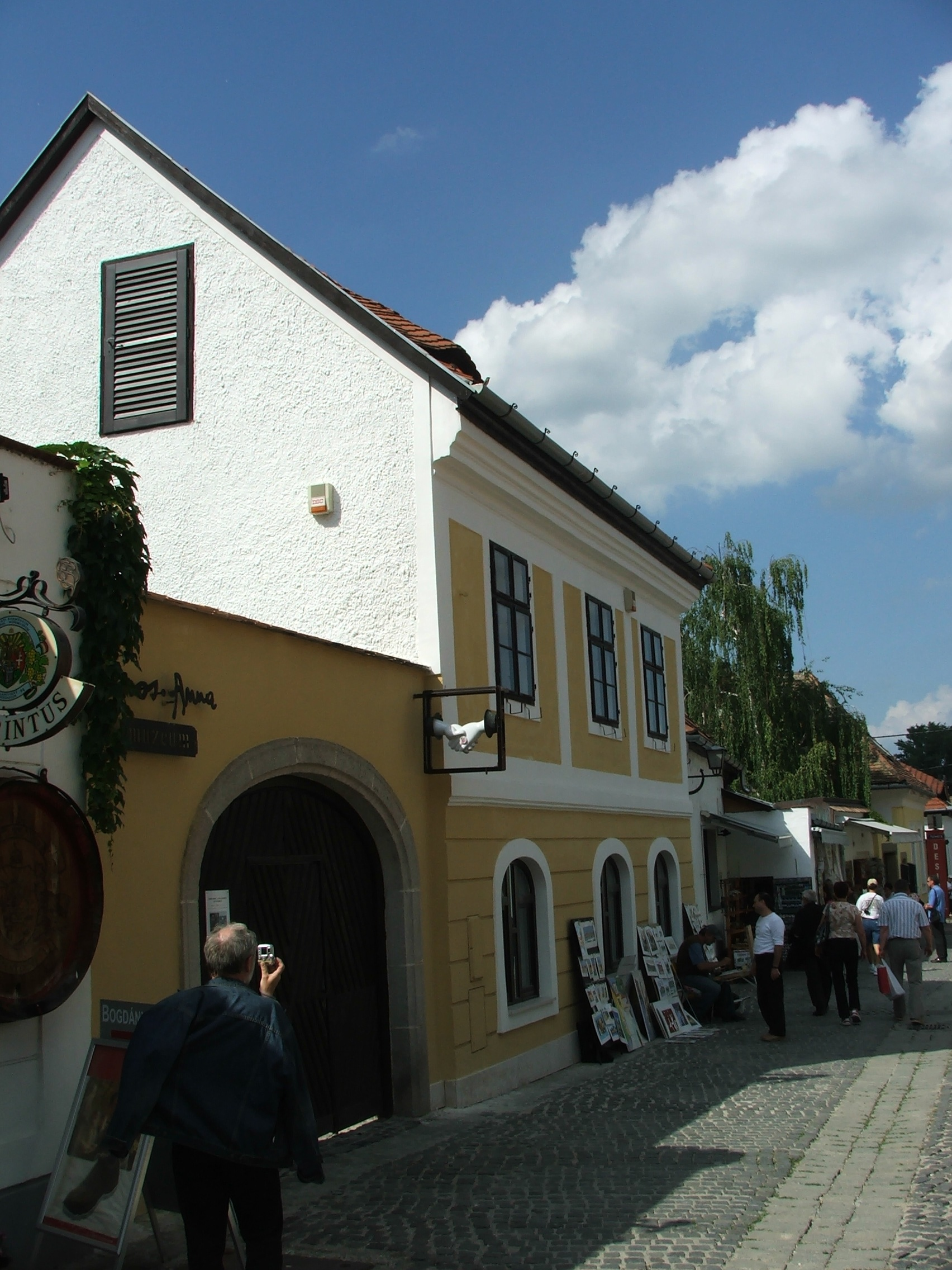
Muzeum Margit Anny oraz jej męża w Szentendre

Margit Anna (ur. 1913, zm. 1991) – węgierska malarka.
Anna urodziła się w 1913 na Węgrzech. W latach 1932–1936 uczęszczała do Akademii Sztuk Pięknych im. Vaszarego w Budapeszcie. W 1937 wraz z Imre Ámosem, również malarzem, odbyła podróż do Paryża, gdzie poznała ówczesną paryską bohemę artystyczną, w tym m.in. Marca Chagalla.
Na początku kariery malarskiej dzieła Anny był głównie groteskowe i przypominały prace tworzone przez jej współmałżonka Imre Ámosa.
Po śmierci męża w obozie koncentracyjnym w 1944 jej prace przybrały głównie mroczny i smutny charakter. Przedstawiały głównie figury marionetek, co było motywem kontroli człowieka wobec historii.
Po 1949 zaprzestała uczestniczenia w życiu artystycznym, do którego powróciła w latach 60 XX wieku. Nie zmieniła swojego stylu, a jej obrazy takie jak Przyjemna Jazda oraz Opowieść przedstawiały głównie dramat i tragedię w surrealistycznym wykonaniu.
Margit Anna zmarła w 1991 roku w wieku 78 lat.